# 金煉色
金煉色（16世紀—17世紀），號雙南，陕西漢中府南鄭縣人，明朝政治人物。

## 生平
天启元年（1621年）辛酉科舉人，天啟五年（1625年）成乙丑科進士，任河内令，刚明果断，掾吏有关白，甫至前，辄颐止之曰：吾为竟若说。吏俯首塞默，无一事丰蔀者。当事檄河内运豆饷边，力争之，始得豁免。歴官吏部文選司员外郎。甲申京城陷，降順，授諫議。